# Grand pont du Hrazdan
Le grand pont du Hrazdan (en arménien Մեծ Հրազդանյան կամուրջ, Mets Hrazdanian Gamourtch), plus populairement connu comme pont de Kiev ou pont Kievian (Կիևյան կամուրջ), est un pont situé à Erevan, la capitale de l'Arménie ; il enjambe le Hrazdan. Le mémorial de Tsitsernakaberd et le Complexe Karen Demirtchian se dressent non loin de cet ouvrage.
Ce pont est réputé pour le nombre de suicides qui lui sont liés.